# Palermo (Nowy Jork)
Palermo – miasto w Stanach Zjednoczonych, w stanie Nowy Jork, w hrabstwie Oswego.